# Sleepless
Sleepless (Italiaans: Non ho sonno) is een Italiaanse giallo-slasherfilm uit 2001 van regisseur Dario Argento.

## Verhaal
De politie van Turijn wordt geconfronteerd met twee gruwelijke moorden die het werk lijken van een psychopaat die zeventien jaar eerder in dezelfde stad werd gearresteerd. De jongeman Giacomo Gallo, die als kind getuige was op de gruwelijke moord op zijn moeder, komt weer in contact met de inmiddels gepensioneerde inspecteur Moretti (Max von Sydow), die de zaak destijds onderzocht en die altijd dacht dat de werkelijke dader nog vrij rondliep. Moretti heeft slechts één bizarre aanwijzing: een luguber slaapliedje. Ondertussen blijft de moordenaar toeslaan.

## Rolverdeling
| Acteur                | Personage                     |
| --------------------- | ----------------------------- |
| Stefano Dionisi       | Giacomo Gallo                 |
| Max von Sydow         | Oud-inspecteur Ulisse Moretti |
| Chiara Caselli        | Gloria                        |
| Roberto Zibetti       | Lorenzo Betti                 |
| Gabriele Lavia        | Dr. Betti                     |
| Paolo Maria Scalondro | Hoofdinspecteur Manni         |
| Rossella Falk         | Laura de Fabritiis            |
| Roberto Accornero     | Fausto                        |
| Barbara Lerici        | Angela                        |
| Guido Morbello        | Jonge rechercheur             |
| Massimo Sarchielli    | Leone                         |
| Diego Casale          | Beppe                         |
| Alessandra Comerio    | Mrs. Betti                    |
| Elena Marchesini      | Mel (kitten)                  |
| Aldo Massasso         | Rechercheur Cascio            |
| Conchita Puglisi      | Amanda                        |
| Barbara Mautino       | Dora (Het kleine konijntje)   |
| Luca Fagioli          | Vincenzo de Fabritiis (dwerg) |